# Полікарп Филипович
Полікарп Филипович (бл. 1660 — 15 березня 1730) — церковний діяч, священник-василіянин, доктор богослов'я, єпископ-номінат на апостольського вікарія Мукачівської єпархії, архимандрит Лещинського монастиря.

## Життєпис
Полікарп Филипович народився близько 1660 року. Син Матвія Филиповича. У 1678 склав вічні обіти у Василіянському чині. Філософію і богослов'я вивчав у Папській Колегії святого Варфоломея в Празі (1680–1684), потім вчився в Папській Грецькій Колегії святого Атанасія в Римі (1684–1685), де здобув докторат з богослов'я. Висвячений на священника під час навчання в Римі. У 1690–1700 роках виконував обов'язки прокуратора Василіянського чину в Римі. У 1710–1712 роках був ігуменом Битенського монастиря.
21 липня 1710 року Апостольський престол призначив його на апостольського вікарія Мукачівської єпархії і титулярного єпископа Бодони, але імператор наполягав на призначенні іншого кандидата. Так і не отримав єпископської хіротонії. 13 вересня 1715 року був присутнім на посвяченні Атанасія Шептицького на львівського єпископа. Брав участь у Замойському синоді (26 серпня — 17 вересня 1720) і переклав на польську мову синодальні постанови, які перед тим видав у Римі 1724 року по-латині митрополит Лев Кишка (2-ге видання цього перекладу вийшло у Вільні 1785 року). Допомагав Атанасію Шептицькому в ревізії літургійних книг, виданих друкарнею Львівського Успенського братства.
Помер як архимандрит Лещинського монастиря (біля Пінська, Білорусь) 15 березня 1730 року.

## Праці
- Synod prowincialny ruski w mieście Zamościu roku 1720 odprawiony. a w r. 1724 […] łacińskim językiem w Rzymie […] wydany. […] na polski przez J.X. Polikarpa Filipowicza […] przewiedziony. […] Pamiętnikiem przedrukowany Roku Pańskiego 1785 [Архівовано 4 червня 2016 у Wayback Machine.]